# 457-мм морское орудие
18-дюймовое морское орудие — проект тяжёлого артиллерийского орудия, которое в перспективе планировалось для вооружения линейных кораблей Российского императорского флота. Известны предварительные данные - вес и скорость снаряда и длина ствола. Чертежей не сохранилось - судя по всему, это орудие было чисто гипотетическим.
Вес снаряда составлял 1586 кг ,вес заряда 540 кг, начальная скорость 890 м/с.
В 1914 году начальник Обуховского Сталелитейного завода Б. В. Чорбо докладывал морскому министерству о том, что в утверждённой смете по переоборудованию завода для производства 16-дюймовых орудий принята во внимание возможность изготовления опытного 18-дюймовго орудия. Согласно расчётам, стоимость опытного орудия со станком составила бы "не свыше 980 тысяч рублей". Также указывалось, что завод сможет приступить к производству опытного 18-дюймового орудия через полтора-два года, когда будет окончена предназначенная для производства 16-дюймового орудия 60-тонная мартеновская печь, само же орудие предполагалось изготовить в течение двух лет. Планы нарушила Первая мировая война.
Была изготовлена отливка ствола,но не откована.
Позднее на основе наработок по 457-мм/45 орудию в СССР в 1940-е годы велись разработки 457-мм/55 орудия для линкоров проекта 24.